# Kotor
Kotor er en by, som ligger i det sydvestlige Montenegro i bugten Boka Kotorska. Byen Kotor har 19.000 indbyggere og kommunen Kotor har 23.481 indbyggere. Kotor-bugten (Boka Kotorska) er en af de dybeste og længste bugter i Adriaterhavet og bliver også kaldt for den sydligste fjord i Europa. Bugten er faktisk en kløft, som er oversvømmet af havet.

## Geografi
Byen ligger ved foden af bjerget Orjen (1.985 m højt) og Lovćen-bjergene.

### Sprog
Sproget i Kotor er serbokroatisk (serbisk, hhv. montenegrinsk) af typen gammelštokavisk ijekavica, Zeta-Sydsandžak-dialekten. Der skelnes ikke mellem instrumentalis og lokativ ved bevægelsesverber og verber for stilstand (sjedim pred školom "jeg sidder foran skolen" vs. dođi pred školom "han kom hen foran skolen".). Aorist og imperfektum er i aktiv brug i verbalsystemet. Accenten er musikalsk med skelnen mellem korte og lange vokaler, stigende og faldende intonation. Placeringen er fri, dvs. kan falde på alle stavelser. Hovedreglen er, at arveord bevarer betoningen som på oldslavisk, mens nye ord, f.eks. fremmedord, følger betoningen som på standardsproget.

## Historie
Fra 1420-1797 hørte Kotor og omegn under Venezia (Venedig), hvilket afspejles i byens arkitektur, især frem til ca. 1700, hvorefter fransk indflydelse gjorde sig mere gældende, kulminerende med fransk besættelse 1807-1813. Placeringen i bunden af fjorden beskyttet af bjergene og alligevel centralt i regionen i forhold til transportveje over land begunstigede længe Kotors placering som havne- og handelsby. Dens bymure var så solide, at byen aldrig har været indtaget af nogen usurpatorisk magt. Da byen sammen med Dubrovnik og resten af det nordvestlige Montenegro blev indlemmet i Østrig-Ungarn i 1813, var det som følge af Napoleons nederlag på slagmarken, og Kotor blev som en del af byttet indlemmet i Dalmatien.
Udviklingen af dampkraft med jernbaner, oceangående dampskibe og dampdrevne fabrikker bevirkede Kotors nedgang i økonomisk og militær betydning fra 1830-erne og frem; med sin placering i bunden af Kotor-bugten og omgivet af bjerge var var ugunstig for udviklingen af storindustri eller jernbaner. Først med udviklingen af turisme i 20. århundrede genvandt Kotor noget af sit omdømme.

### UNESCOs Verdensarvsliste
Kotor blev indskrevet på UNESCOs Verdensarvsliste i 1979 på grund af sin smukke arkitektur. Den 15. april 1979 blev byen ramt af et voldsomt jordskælv af styrke 7,3 på Richter-skalaen, og først hen i 2010-erne var genopbygningen gennemført med international støtte under værdig hensyntagen til såvel gammel byggestil som moderne krav til sikring mod jordskælv. Fra østrig-ungarsk tid står også en række fæstninger spredt i landskabet; kendtest er Skt. Hans Fæstning (Тврђава Светог Ивана, Tvrđava Svetog Ivana) oven for Kotor i en højde af 272 m over havets overflade.

## Administrativ status
Kotor har egen retsinstans form af en byret (основни суд, osnovni sud) med jurisdiktionen Kotor, Tivat og Budva. Retten tager sig af bl.a. mindre straffesager (f.eks. tyveri, bedrageri, skatteunddragelse), civile søgsmål, skiftesager, herunder ekspropriation og parcellering, tinglysning og retsmægling.

## Turisme
Kotor spiller en stor rolle i Montenegros turisterhverv og er et populært mål for turister fra især Rusland, USA, Spanien, Østrig. Særlige attraktioner er byens arkitekturen, fæstningsværkerne og forskellige festivaler, f.eks. en årlig børneteaterfestival i starten af juli.